# حزب سبز ایالات متحده آمریکا
حزب سبز ایالات متحده (به انگلیسی: Green Party of the United States) یکی از احزاب فعال در عرصه سیاست آمریکا از دهه ۱۹۸۰ به بعد بوده است. توجه رسانه‌ها به این حزب با کاندیداتوری رالف نیدر در انتخابات ریاست‌جمهوری ۱۹۹۶ و ۲۰۰۰ آغاز شد. حزب سبز در سال‌های اخیر سایر احزاب سبز در ایالات مختلف آمریکا را تحت‌الشعاع خود قرار داده است.
جان ادر با پیروزی در انتخابات مجلس نمایندگان ایالت مین (تا هنگام شکست در ۷ نوامبر ۲۰۰۶) و اودی بوک با موفقیت در مجمع عمومی کالیفرنیا بالاترین مقاماتی را داشته‌اند که تاکنون اعضای حزب سبز به دست آورده‌اند.
حزب سبز در انتخابات سال ۲۰۰۶ در ۳۱ ایالت شرکت کرد و تعداد اعضای رسمی آن در این ایالت‌ها به ۳۰۵٬۰۰۰ نفر می‌رسید.
سیاست‌های حزب سبز در کشور بیشتر حول محور محیط زیست گرایی، تمرکز زدایی، خودمختاری محلی و دمکراسی مستقیم می‌گردند. این حزب همچنین از تأسیس بنیادی برای ریشه‌کنی فقر حمایت می‌کند.

## انتخابات ریاست‌جمهوری ۲۰۰۸
نامزدهای این حزب در انتخابات نوامبر ۲۰۰۸ سنیتا مک کینی برای ریاست جمهوری و رزا کلمنته برای پست معاون رئیس‌جمهور بودند که ۱۶۱ هزار رأی را به خود اختصاص دادند.

## انتخابات ریاست‌جمهوری ۲۰۱۶
حزب سبز آمریکا در انتخابات ۲۰۱۶ یک میلیون و ۴۵۷ هزار رای به دست آورد.
معرفی نامزد حزب سبزهای آمریکا برای ریاست جمهوری:

## انتخابات ریاست‌جمهوری ۲۰۲۰
حزب سبز آمریکا هاوی هاوکینز را به عنوان نامزد ریاست جمهوری خود برای انتخابات ۲۰۲۰ آمریکا معرفی کرد.

## انتخابات ریاست‌جمهوری ۲۰۲۴
جیل استاین به عنوان نماینده حزب سبز در ریاست جمهوری ۲۰۲۴ ایالات متحده شرکت کرد.